# Bezirk Scheibbs

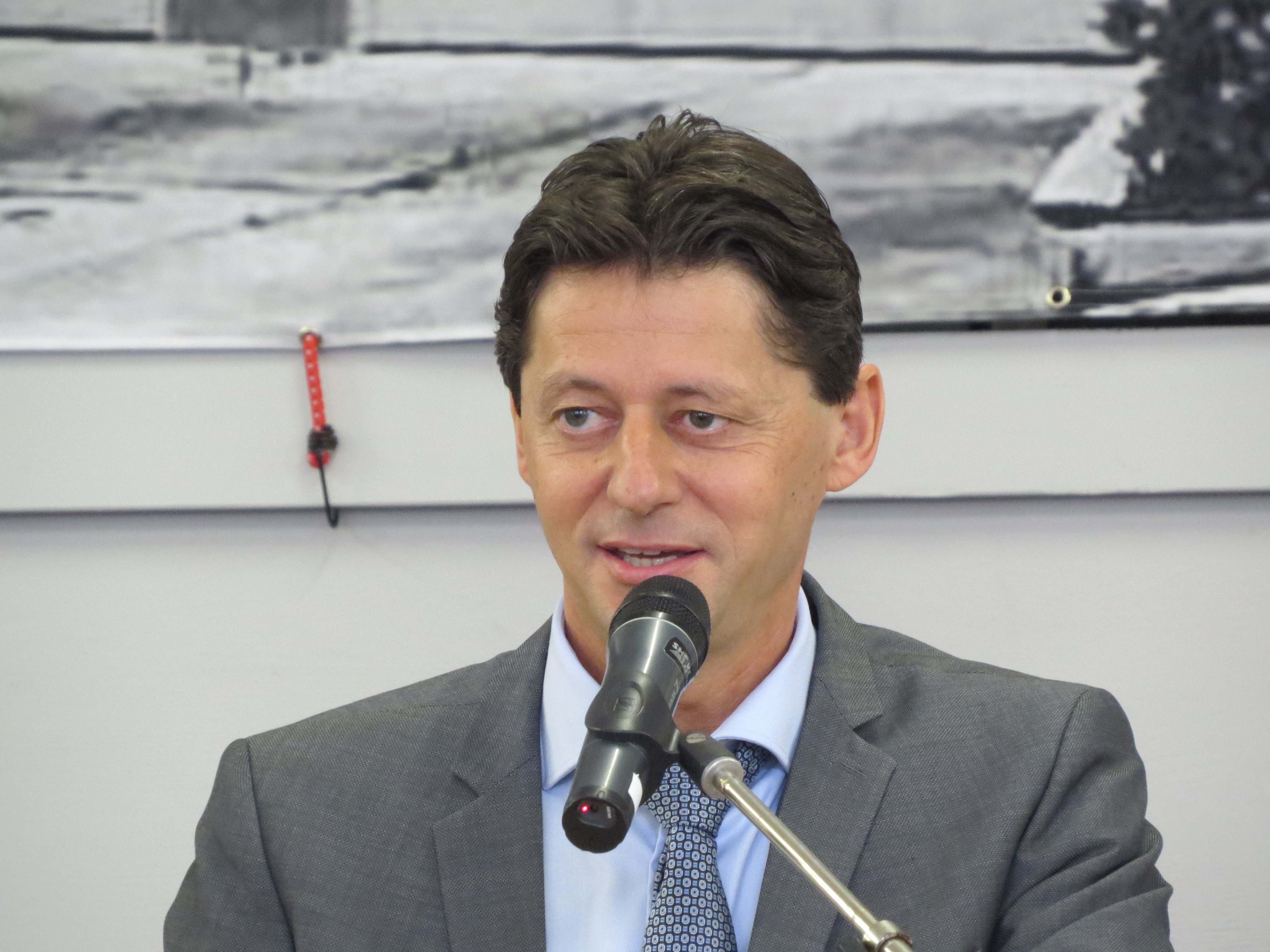
Bezirkshauptmann Johann Seper bei der Segnung des Feuerwehrhauses und Musikerheimes in St. Georgen an der Leys am 10. September 2017

Der Bezirk Scheibbs ist ein Verwaltungsbezirk des Landes Niederösterreich.

## Geografie
Der Bezirk liegt im Mostviertel und ist auch für die Raumplanung der Hauptregion Mostviertel zugeordnet. Er umfasst 1.023,46 km². Große Teile der Ybbstaler Alpen sowie der Göstlinger Alpen liegen im Bezirk. Höchste Erhebungen sind der Ötscher (1893 m ü. A.), der Dürrenstein (1878 m ü. A.) und das Hochkar (1808 m ü. A.), welche auch gleichzeitig die drei höchsten des Mostviertels sind.

### Nachbarbezirke
|                  | Bezirk Melk                                            | Bezirk St. Pölten-Land |
| Bezirk Amstetten | Kompassrose, die auf Nachbargemeinden zeigt            | Bezirk Lilienfeld      |
|                  | Bezirk Liezen (Stmk), Bezirk Bruck-Mürzzuschlag (Stmk) |                        |

## Angehörige Gemeinden
Der Bezirk Scheibbs umfasst 18 Gemeinden, darunter sind zwei Städte und neun Marktgemeinden.

Gemeinden des Bezirks Scheibbs

Regionen in der Tabelle sind Kleinregionen in Niederösterreich

### Gemeindeänderungen ab 1945
1. Mai 1965
- Vereinigung der Gemeinden Franzenreith, Hochkoglberg, Perwarth, Puchberg bei Randegg und Randegg zur Gemeinde Randegg

1. Jänner 1966
- Vereinigung der Gemeinden Griesdorf bei Oberndorf und Oberndorf an der Melk zur Gemeinde Oberndorf an der Melk

1. Jänner 1967
- Vereinigung der Gemeinden Ernegg und Steinakirchen am Forst zur Gemeinde Steinakirchen am Forst
- Vereinigung der Gemeinden Gumprechtsfelden, Marbach an der Kleinen Erlauf, Mühling, Wechling und Weinzierl zur Gemeinde Wieselburg-Land

1. Jänner 1968
- Vereinigung der Gemeinden Hochrieß, Petzelsdorf, Purgstall und Sölling zur Gemeinde Purgstall
- Vereinigung der Gemeinden Oberamt, Schadneramt und Unteramt zur Gemeinde Gresten-Land

1. Jänner 1970
- Vereinigung der Gemeinden Scheibbs und Scheibbsbach zur Gemeinde Scheibbs
- Vereinigung der Gemeinden Lonitzberg und Steinakirchen am Forst zur Gemeinde Steinakirchen am Forst
- Vereinigung der Gemeinden Buch, Etzerstetten, Wolfpassing und Zarnsdorf zur Gemeinde Wolfpassing

1. Jänner 1971
- Vereinigung der Gemeinden Hub, Lehen bei Oberndorf, Oberndorf an der Melk, Schachau und Waasen zur Gemeinde Oberndorf an der Melk
- Vereinigung der Gemeinden Feichsen, Purgstall, Rogatsboden, Schauboden und Zehnbach zur Gemeinde Purgstall an der Erlauf
- Vereinigung der Gemeinden Außerochsenbach, Steinakirchen am Forst und Zehetgrub zur Gemeinde Steinakirchen am Forst
- Vereinigung der Gemeinden Pyhrafeld, Reidlingberg und Wang zur Gemeinde Wang[1]